# Абдул Рахман Рахім
Абдул Рахман Рахім (Abdul Rahman Rahim) (1944) — малайзійський художник та дипломат. Надзвичайний і Повноважний Посол Малайзії в Польщі та за сумісництвом в Україні (1995—1997).

## Біографія
Народився у 1944 році в місті Пінангу, Малайзія. Зі шкільних років займався живописом. Він здобув ступінь бакалавра живопису Університету Малайзії і пізніше навчався в Школі Мистецтва Канберри, Австралія.
22 лютого 1995 — вручив вірчі грамоти Президенту України Леоніду Кучмі.
Колишній дипломат, Абдул Рахман Рахім, у відставці з 1997 року, працював за кордоном більш ніж впродовж 30 років. Він був Послом Малайзії в декількох європейських, африканських і країнах Середньої Азії, а також працював у Малайзійському Постійному Представництві в соціально-економічній комісії Організації Об'єднаних Націй для азійського регіону — ООН (ESCAP).

## Творчість
Його робота за кордоном дала можливість йому співпрацювати з багатьма з музеїв, галерей, художників і художніх організацій у всьому світі. Він малював, більшість з місцевих сценічних місць в його подорожах як частина балансного життєвого стилю між роботою і розслабленням. Він — також є художнім колекціонером з схильністю до мусульманський та сходознавчих робіт.